# Chlorure de butyryle
Le chlorure de butyryle ou chlorure de butanoyle est un composé organique de formule chimique CH3CH2CH2COCl. Il s'agit d'un chlorure d'acyle se présentant sous la forme d'un liquide volatil incolore à légèrement jaunâtre avec une forte odeur piquante, soluble dans pratiquement tous les solvants organiques aprotiques, mais qui se décompose en présence d'eau en libérant du chlorure d'hydrogène HCl. Il réagit également violemment en présence d'oxydants forts, de métaux de transition (notamment du fer), de métaux alcalins, de métaux alcalino-terreux, de bases et d'une variété de substances organiques telles que des amines, le diméthylsulfoxyde OS(CH3)2 et les alcools. Ces réactions sont souvent incendiaires et explosives, ce qui impose la plus extrême prudence lorsqu'on manipule du chlorure de butyryle. Le chlorure de butyryle fait partie des halogénures d'acyle susceptibles d'induire des réactions d'acylation (réaction de Friedel-Crafts). 
On peut obtenir le chlorure de butyryle en faisant réagir de l'acide butanoïque CH3CH2CH2COOH avec du chlorure de thionyle Cl2SO :
CH3CH2CH2COOH + Cl2SO → CH3CH2CH2COCl + SO2 + HCl.
On utilise des dérivés du chlorure de butyryle pour produire des pesticides, des médicaments, des fixateurs de perfums, des catalyseurs de polymérisation et pigments. On l'utilise notamment en synthèse organique pour préparer les substances précitées ainsi que des esters et des peroxydes.